# 希律门
希律门（希伯來語：‎，羅馬化：Sha'ar HaPerachim，直译：花门, 阿拉伯语：‎）是耶路撒冷旧城北面的一座城门。海拔高度755米。它毗邻穆斯林区，位于大马士革门以东不远处。城门附近是阿拉伯人社区，称为巴布-扎哈拉, 即城门阿拉伯文名称的变体。 
希律门是耶路撒冷最晚修建的一座城门。当苏莱曼大帝修筑城墙时，在目前的城门前有一个小的角门，很少开放。到1875年，为了给旧城以北开始发展的街区提供一个通道，奥斯曼帝国在原来建筑的北面打开一个缺口，并关闭了原来的小门。 
希律门得名于希律王。这是因为在十字军期间，城门附近有一个教堂，据信在耶稣受难时，希律王的住所位于此处。今天这里是Dir Al Ads教堂。
31°46′58.8″N 35°14′1.5″E / 31.783000°N 35.233750°E